# Simbach am Inn
Simbach am Inn is een plaats in de Duitse deelstaat Beieren, en maakt deel uit van het Landkreis Rottal-Inn.
Simbach am Inn telt 10.055 inwoners.

## Bezienswaardigheden
In Simbach am Inn staan 2 musea:
- Heimatmuseum
- Museum Zollhaus

Andere bezienswaardigheden:
- Rathaus
- Schellenberg (uitkijktoren)

In het Ortsteil Erlach staat de "Pfarrkirche Maria Himmelfahrt".

## Verkeer

### Autoverkeer
Twee snelwegen komen in de buurt van Simbach am Inn:
- A94 München - Mühldorf - Simbach am Inn – Pocking – (Passau)

Het gedeelte bij Simbach am Inn is nog niet aangelegd. Tot die tijd moet het verkeer gebruik maken van de B12
- A3 Frankfurt am Main - Nürnberg - Regensburg - Passau - Linz (dichtstbijzijnde plek is aansluiting Pocking)

Van het onderliggende wegennet zijn voor Simbach am Inn de belangrijkste:
- B12 München - Simbach am Inn - Passau
- B340, welke een verbinding vormt tussen de B12 en de Oostenrijkse grens.

### Treinverkeer
Per spoor is Simbach am Inn vanuit 3 richtingen te bereiken:
- Vanuit München via Mühldorf
- Vanuit Salzburg
- Vanuit Wenen via Linz

## Partnersteden
Simbach am Inn heeft een samenwerkingsverband met:
- Skipton (Groot-Brittannië) sinds 1982/1983
- Tolmezzo (Italië) sinds 2001

Arnstorf ·
Bad Birnbach ·
Bayerbach ·
Dietersburg ·
Eggenfelden ·
Egglham ·
Ering ·
Falkenberg ·
Gangkofen ·
Geratskirchen ·
Hebertsfelden ·
Johanniskirchen ·
Julbach ·
Kirchdorf a.Inn ·
Malgersdorf ·
Massing ·
Mitterskirchen ·
Pfarrkirchen ·
Postmünster ·
Reut ·
Rimbach ·
Roßbach ·
Schönau ·
Simbach a.Inn ·
Stubenberg ·
Tann ·
Triftern ·
Unterdietfurt ·
Wittibreut ·
Wurmannsquick ·
Zeilarn